# Patrimonium Petri
Материалното състояние на Св. Петър (Patrimonium Petri или Patrimonium Sancti Petri, patrimonium Ecclesiae; на италиански: Patrimonio di San Pietro; на френски: patrimoine de Saint Pierre) e латифундията на Екзархата на Италия или Равенски екзархат.
От 4 век имотното състояние на римската църква в Италия расте чрез многобройни подарения на много имоти в Южна и Средна Италия и в Сицилия.
Състоянието на собствеността Patrimonium Petri правят Епископа на Рим през 6 век един от най-големите земевладеци в Италия. Чрез реформата на папа Григорий I Patrimonium Petri получава характера на владетелска област. Чрез документа от Константин, наречен Константинов дар, папите изявяват желанието за независимо духовно и обществено управление на територията си.
В началото на 8 век разногласията между западноримската църква, лангобардските крале и източноримската църква водят до загубата на много имения. Остава само Дукатът (византийски управителен район) Рим като владетелско пространство.